# Jan Leijonhielm
Jan Tore Ivarsson Lejonhielm, född 21 oktober 1944, är en svensk statstjänsteman. Han studerade ryska som en del sin värnpliktsutbildning på Upplands signalregemente i Uppsala och utbildade sig i bland annat östkunskap vid Stockholms universitet. 
Han har arbetat med analys av Sovjetunionens ekonomiska resurser på Öst Ekonomiska Byrån, en organisation som bedrevs i samarbete mellan näringslivet i Sverige och krigsmakten, där han från 1981 var chef, och från 1970 med källinformationsinhämtning och underrättelseanalys inom utrikesdelen av underrättelseorganisation IB på Grevgatan 24. Denna var fram till IB-affären 1973 en hemlig svensk statlig enhet, under täckmantel av anonyma privata företag, vilken ingick som en sektion inom Försvarsstaben.
Leijonhielm har också varit verksam vid den militära underrättelse- och säkerhetstjänsten, MUST och som  projektledare för Rysslandsforskning på Totalförsvarets forskningsinstitut, FOI.